# Мост Адольфа
Мост Адольфа (Новый мост) (люкс. Adolphe-Bréck, фр. Pont Adolphe, нем. Adolphe-Brücke) — мост в городе Люксембурге, был построен в 1900—1903 годах, во время правления герцога Адольфа.
На то время это был крупнейший каменный мост в мире. Длина арки моста — 85 м, максимальная высота — 42 м. Общая длина моста — 153 м. Мост соединяет Верхний и Нижний город: две части Люксембурга.